# Patryk Dobek
Patryk Dobek (Kościerzyna, 13 de fevereiro de 1994) é um atleta polonês, medalhista olímpico.
Ele terminou em terceiro nos 400 metros no Campeonato Mundial Juvenil de Atletismo em Lille Métropole. Nos Jogos Olímpicos de Verão de 2020, conquistou a medalha de bronze na prova de 800 metros masculino com o tempo de 1:45.39.